# Người Faroe
Người Faroe (tiếng Faroe: Føroyingar) là một dân tộc German và là dân tộc bản địa quần đảo Faroe. Về di truyền, người Faroe có gốc người Norse và người Gael.
Khoảng 21.000 người Faroe sống ngoài lãnh thổ quần đảo Faroe, chủ yếu tại Đan Mạch, Iceland và Na Uy. Đa số người Faroe là công dân Đan Mạch. Tiếng Faroe là một ngôn ngữ Bắc German, có quan hệ gần với tiếng Iceland và các phương ngữ tiếng Na Uy miền tây.

## Nguồn gốc

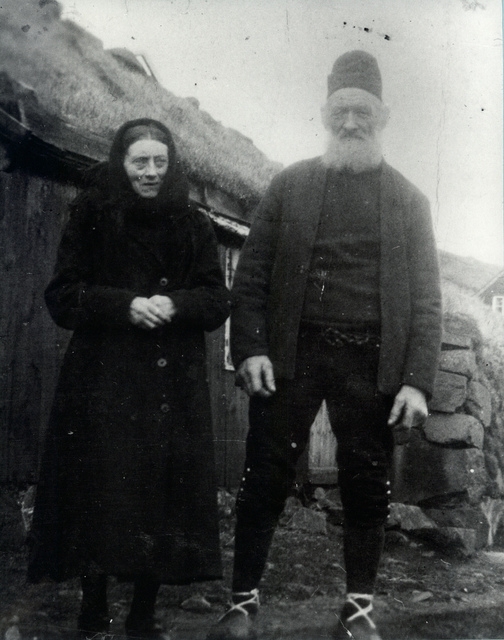
Một cặp vợ chồng người Faroe thập niên 1940.

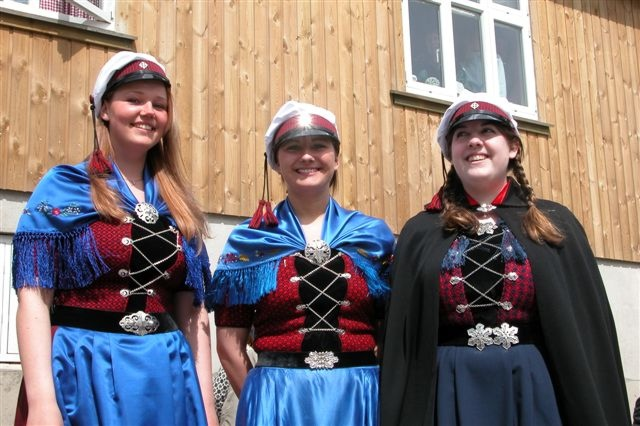
Ba người phụ nữ Faroe mặc trang phục truyền thống.

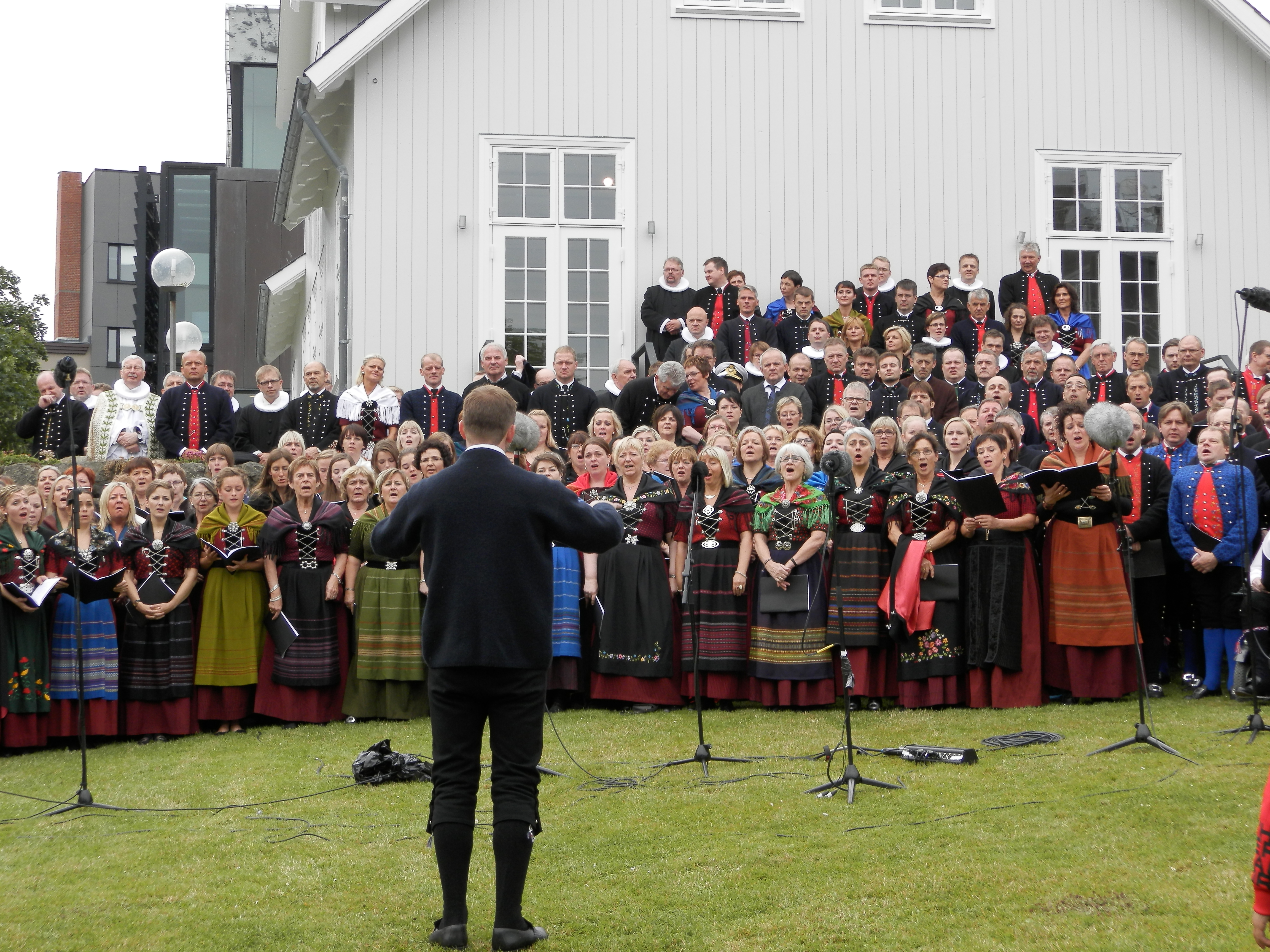
Chính trị gia, tu sĩ và dàn hợp xướng Faroe đứng trước Løgting (nghị viên), Ólavsøka 2012.